# وانتیرنای جنوبی، ویکتوریا
وانتیرنای جنوبی، ویکتوریا (انگلیسی: Wantirna South, Victoria)در حومه شهر ملبورن استرالیا و در ۲۶ کیلومتری شرق مرکز این شهر قرار گرفته‌است.